# ایللاگولا
ایللاگولا (به لاتین: Illagolla) یک منطقهٔ مسکونی در سری‌لانکا است که در استان مرکزی (سری‌لانکا) واقع شده‌است.